# 塔峪镇
塔峪镇，是中华人民共和国辽宁省抚顺市望花区下辖的一个乡镇级行政单位。1999年，辽宁省人民政府以辽政[1999]36号文件，将顺城区的塔峪镇等乡镇划入望花区。

## 行政区划
塔峪镇下辖以下地区：
程家村、和平村、塔峪村、后二道村、前二道村、前孤家子村、后孤家子村、山城子村、大甸子村、英家村、小泗村、肖家村、塔鲜村、汪良村和五老村。